# Cerkiew św. Paraskewy w Kuryłówce
Cerkiew św. Paraskewy w Kuryłówce – zabytkowa cerkiew greckokatolicka, znajdująca się w Kuryłówce.
W 1982 cerkiew została przejęta przez Kościół rzymskokatolicki. Pełni funkcję kościoła filialnego św. Mikołaja parafii Tarnawiec.

## Historia
Zbudowana w 1896 roku w stylu neobizantyjskim na planie krzyża greckiego według projektu Wasyla Nahirnego. Obok kościoła dzwonnica z 1912 roku. Do 1947 roku była to cerkiew greckokatolicka pw. św. Paraksewy. Do 1981 roku był to magazyn, a od 1982 pełni obecną funkcję. Wewnątrz zachowała się XX-wieczna polichromia Pawła Zaporożskiego oraz chór muzyczny. Polichromia ta powstała w 1923 i są to wysokiej klasy malowidła czerpiące inspirację ze sztuki ludowej; na ścianach i suficie są sceny biblijne, ukrzyżowania Chrystusa i postaci świętych. Carskie wrota, które są w formie winnej latorośli i posiadają cztery medaliony z postaciami ewangelistów, przekazano do cerkwi w Smolniku.

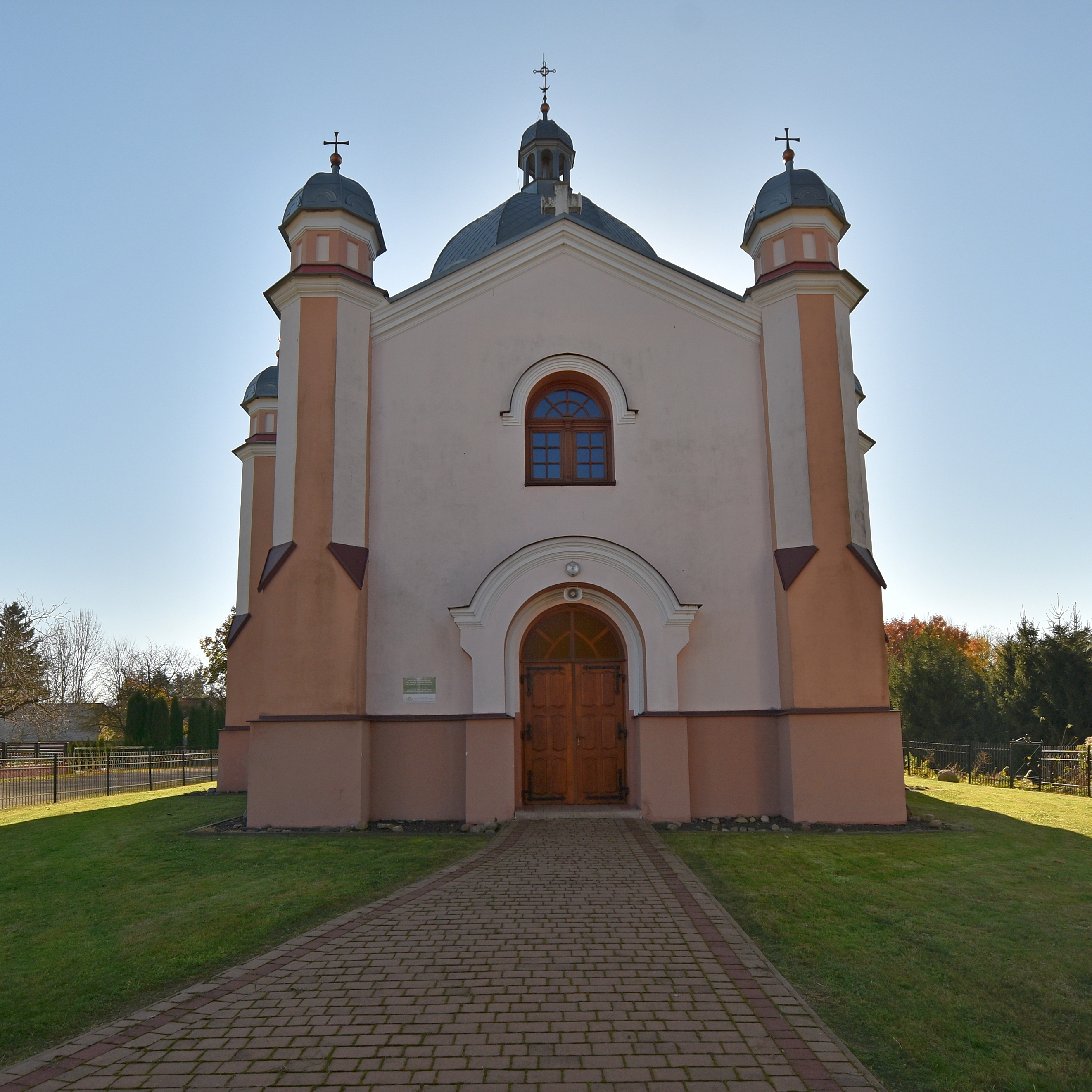
Elewacja frontowa
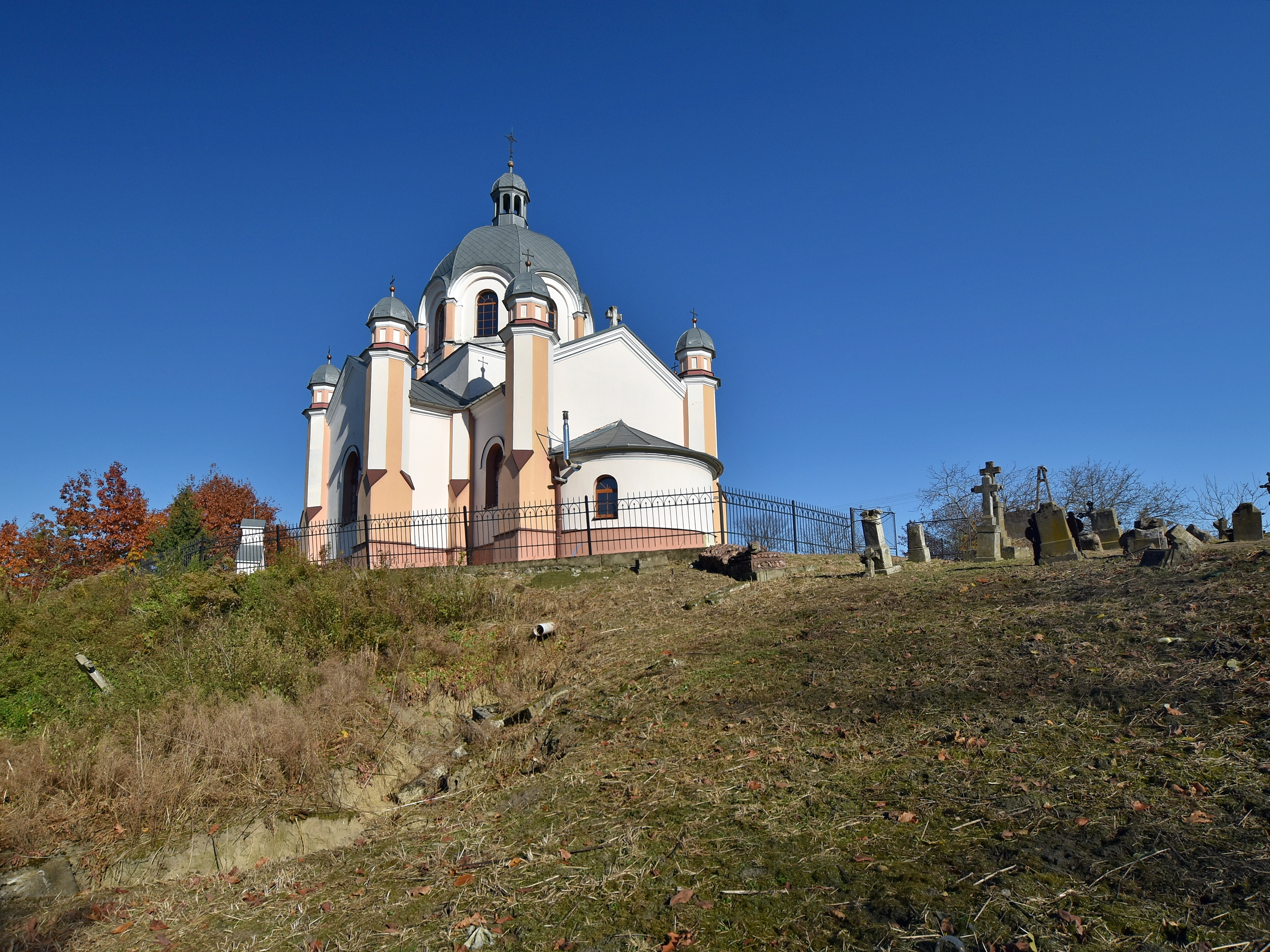
Elewacja boczna
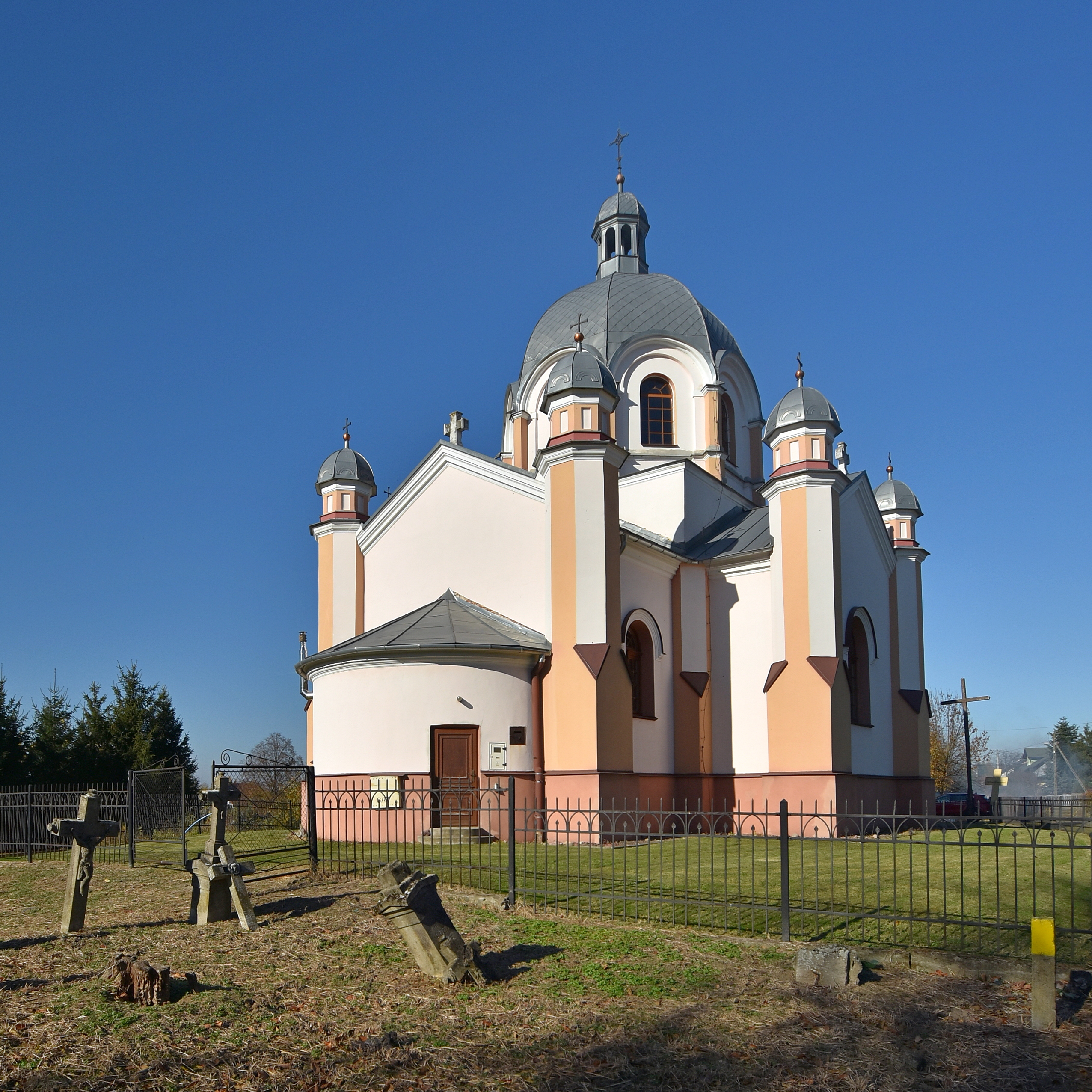
Widok do strony prezbiterium